# Orbis Books
Pour les articles homonymes, voir Orbis.
Ne doit pas être confondu Orbis Publishing (en).
Orbis Books est une société de l'ordre américain de Maryknoll. Ils sont un éditeur de petite taille, mais très influente sur la théologie de la libération. Orbis est fondé en 1970 par le prêtre nicaraguayen Miguel d'Escoto Brockmann et Philip J. Scharper et sa direction est actuellement assurée par Robert Ellsberg (en).

## Œuvres publiées
Ils sont les premiers à publier A Theology of Liberation par Gustavo Gutiérrez Merino aux États-Unis. Ils publient aussi le livre de Ernesto Cardenal The Gospel in Solentiname, et celui de Richard Millett intitulé Guardians of the Dynasty, étant une étude sur la garde nationale du Nicaragua. Ils deviennent en 1976 la première maison d'édition à publier les travaux de l'activiste anti-apartheid Allan Boesak et l'année suivante, en 1977, ils publient Jesus and Freedom de Sebastian Kappen (en). Orbis met en vente dans les années 1980 des ouvrages de Daniel Berrigan et Phillip Berryman (en). D'autres auteurs qui ont plus tard été inclus dans la publication d'Orbis comprennent Jean-Bertrand Aristide, David Bosch (en) et le gagnant 2007 du prix de l'Association de presse catholique (en) Jens Söring. Peace is the Way de Walter Wink (en) fait aussi partie des ouvrages publiés par Orbis.

## Distribution
La distribution aux États-Unis d'Orbis est gérée par la maison d'édition elle-même. Au Canada, elle est assurée par Novalis, aux Philippines, par les Clarétains et en Inde, par la Société de saint Paul. Au Royaume-Uni, c'est Alban Books qui s'en charge, tandis qu'en Australie, elle prise en charge par Garratt Publishing. En Nouvelle-Zélande, la distribution est faite par Pleroma Christian Supplies et en Corée du Sud, par KCBS.